# Хаясі Кентаро
Кентаро Хаясі (яп. 林 健太郎, нар. 29 серпня 1972, Матіда) — японський футболіст, що грав на позиції захисника.
Виступав за клуби «Токіо Верді», «Віссел Кобе» та «Ванфоре Кофу», а також національну збірну Японії.

## Клубна кар'єра
У дорослому футболі дебютував 1995 року виступами за команду клубу «Верді Кавасакі» (з 2001 року — «Токіо Верді»), в якій провів одинадцять сезонів, взявши участь у 250 матчах чемпіонату. Більшість часу, проведеного у складі «Верді Кавасакі», був основним гравцем захисту команди і виграв з командою два Кубка Імператора. Крім того недовго протягом 1998 року на правах оренди захищав кольори клубу «Віссел Кобе».
2006 року перейшов до клубу «Ванфоре Кофу» з другого дивізіону Джей-ліги, за який відіграв чотири сезони. Тренерським штабом нового клубу також розглядався як гравець «основи». Завершив професійну кар'єру футболіста виступами за команду «Ванфоре Кофу» у 2009 році.

## Виступи за збірну
У серпні 1995 року провів два матчі у складі національної збірної Японії проти Коста-Рики (3:0) та Бразилії (1:5), після чого за збірну бульше не грав.

## Титули і досягнення
- Володар Кубка Імператора Японії (2):

«Токіо Верді»: 1996, 2004
- Володар Суперкубка Японії (2):

«Токіо Верді»: 1995, 2005